# ナンシー美術館
ナンシー美術館（仏: Musée des beaux-arts de Nancy）は、フランスの都市ナンシーにある美術館である。スタニスラス広場に面している。

## 沿革
1793年に開館。ナポレオンによる文化振興政策により、ルーヴル美術館と同じ規模の美術館がいくつか作られることになり、ナンシー美術館もその際に創設されたため、地方美術館としては大変充実したコレクションを誇っている。
1996年から1999年にかけて拡張工事が行なわれ、1999年1月より再オープンした。

## コレクション
ルーベンスなどのフランドル絵画、ティントレット、カラヴァッジョ、ルカ・ジョルダーノなどイタリア絵画、クロード・ロラン、シャルル・ル・ブラン、ウジェーヌ・ドラクロワなどのフランス絵画やエドゥアール・マネ、クロード・モネ、ピエール・ボナール、モーリス・ユトリロ、アメデオ・モディリアーニなどの19世紀、20世紀絵画を所蔵している。また、現代美術も充実している。地下には発掘された15～16世紀の城壁遺跡が残っている。また。150点以上のドーム兄弟のガラス工芸品も所蔵している。

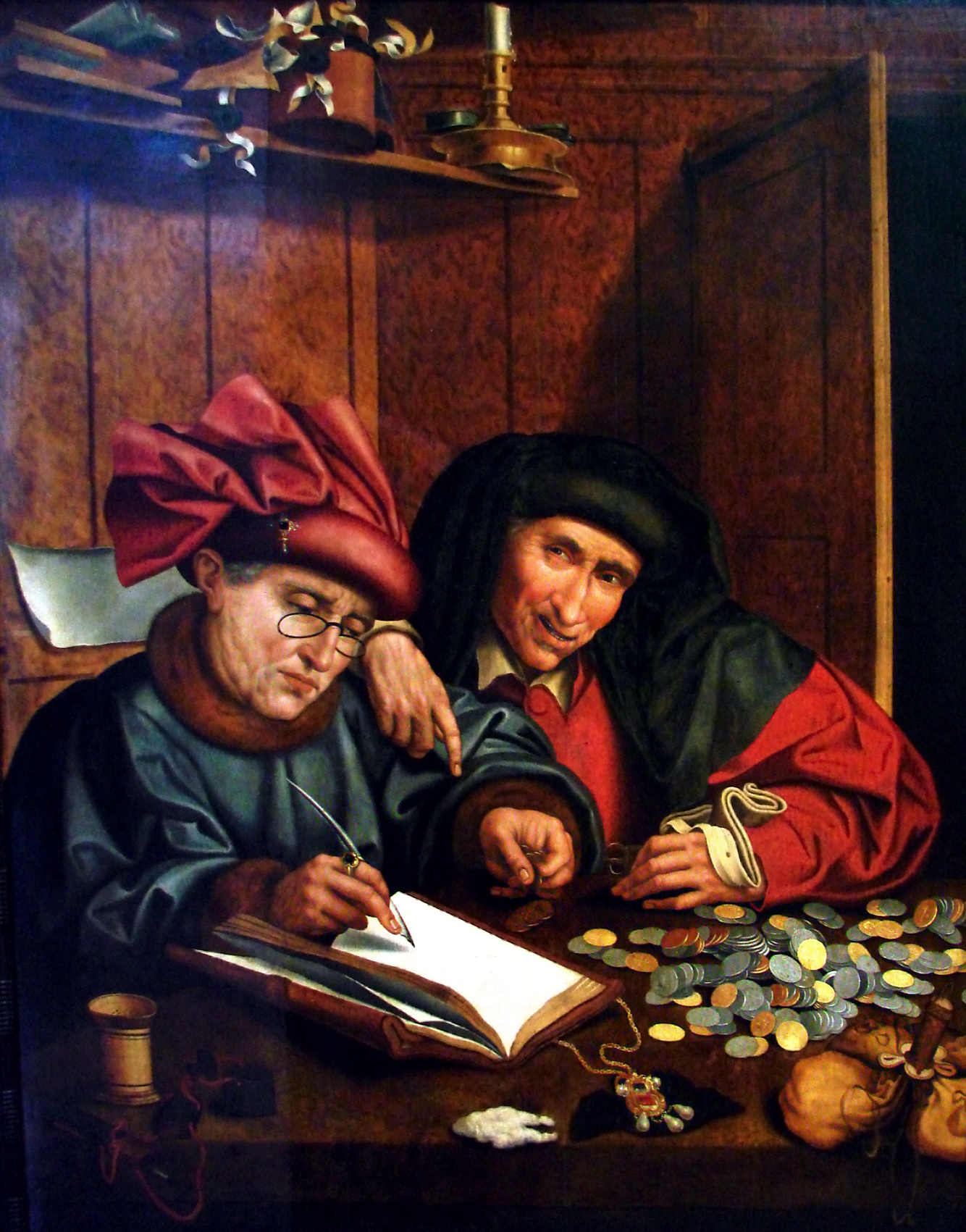
Les compteurs d'argent (1575年-1600年)
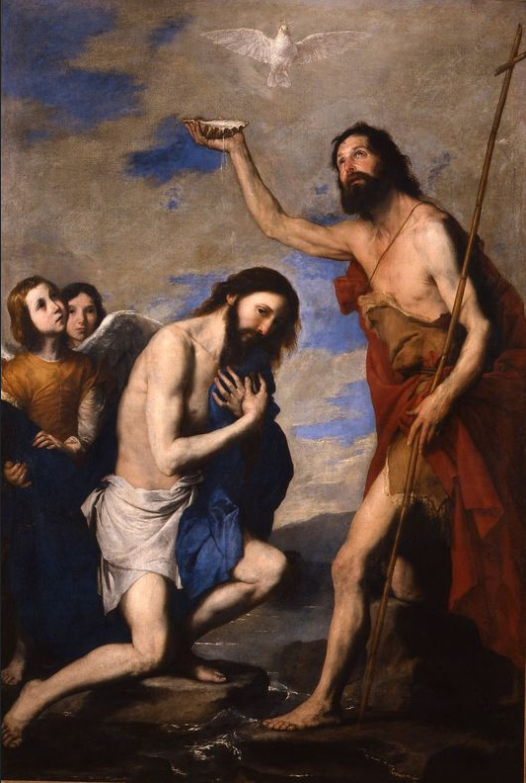
ホセ・デ・リベーラ (1591年-1652年)
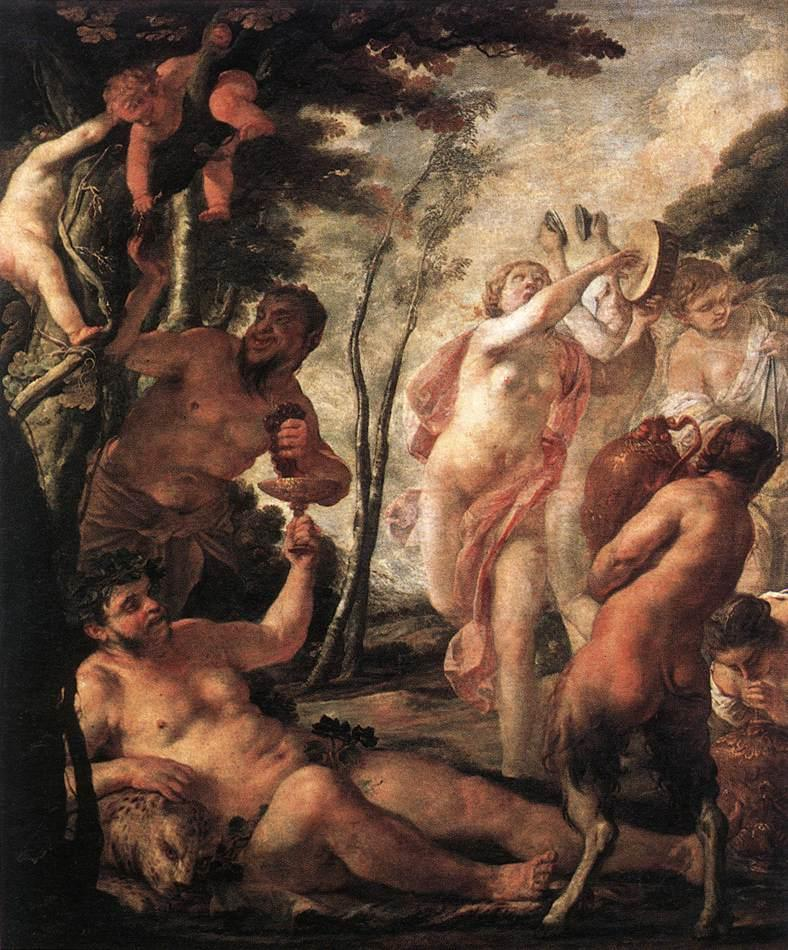
ジャック・ブランシャール (1600年-1638年)
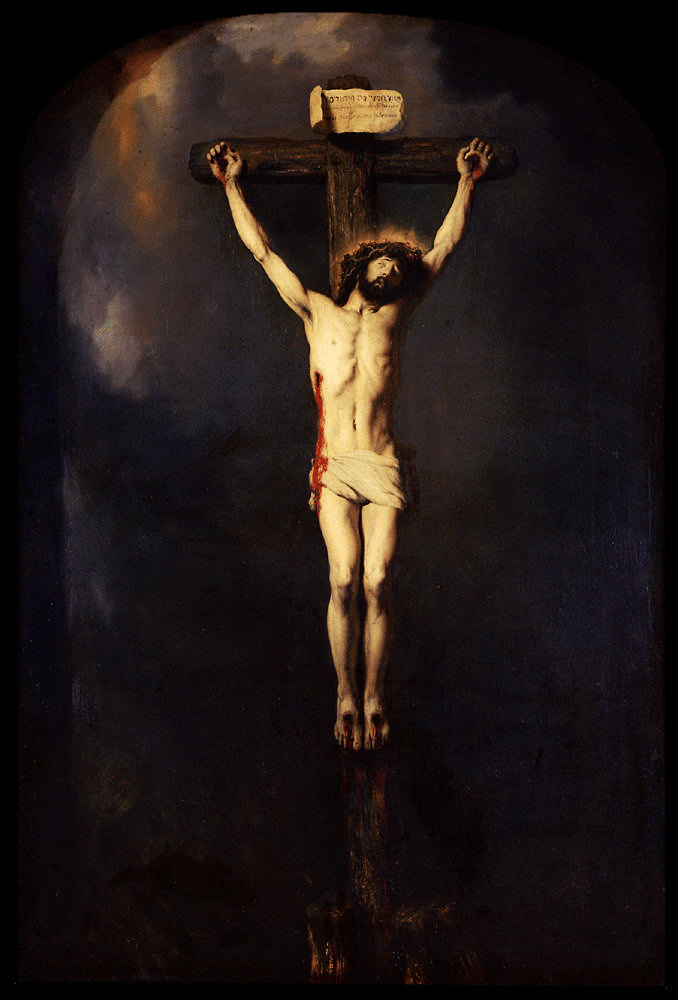
ヤン・リーフェンス (1607年-1674年)
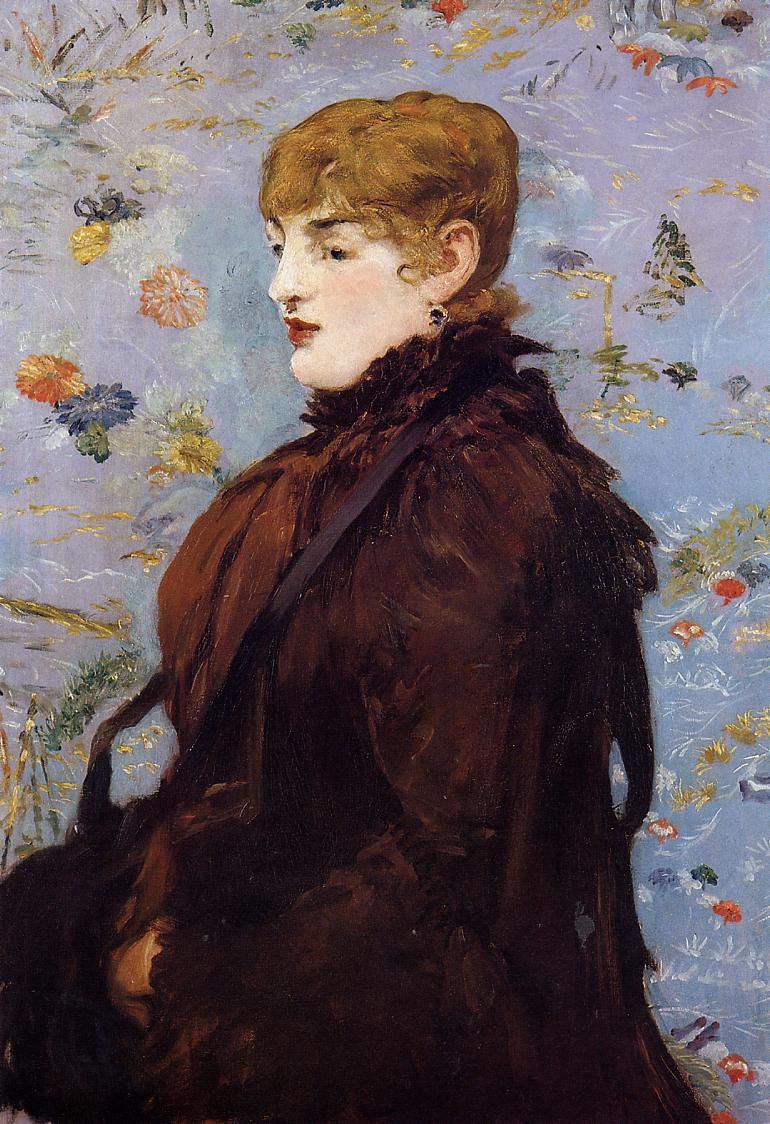
エドゥアール・マネ (1832年-1883年)
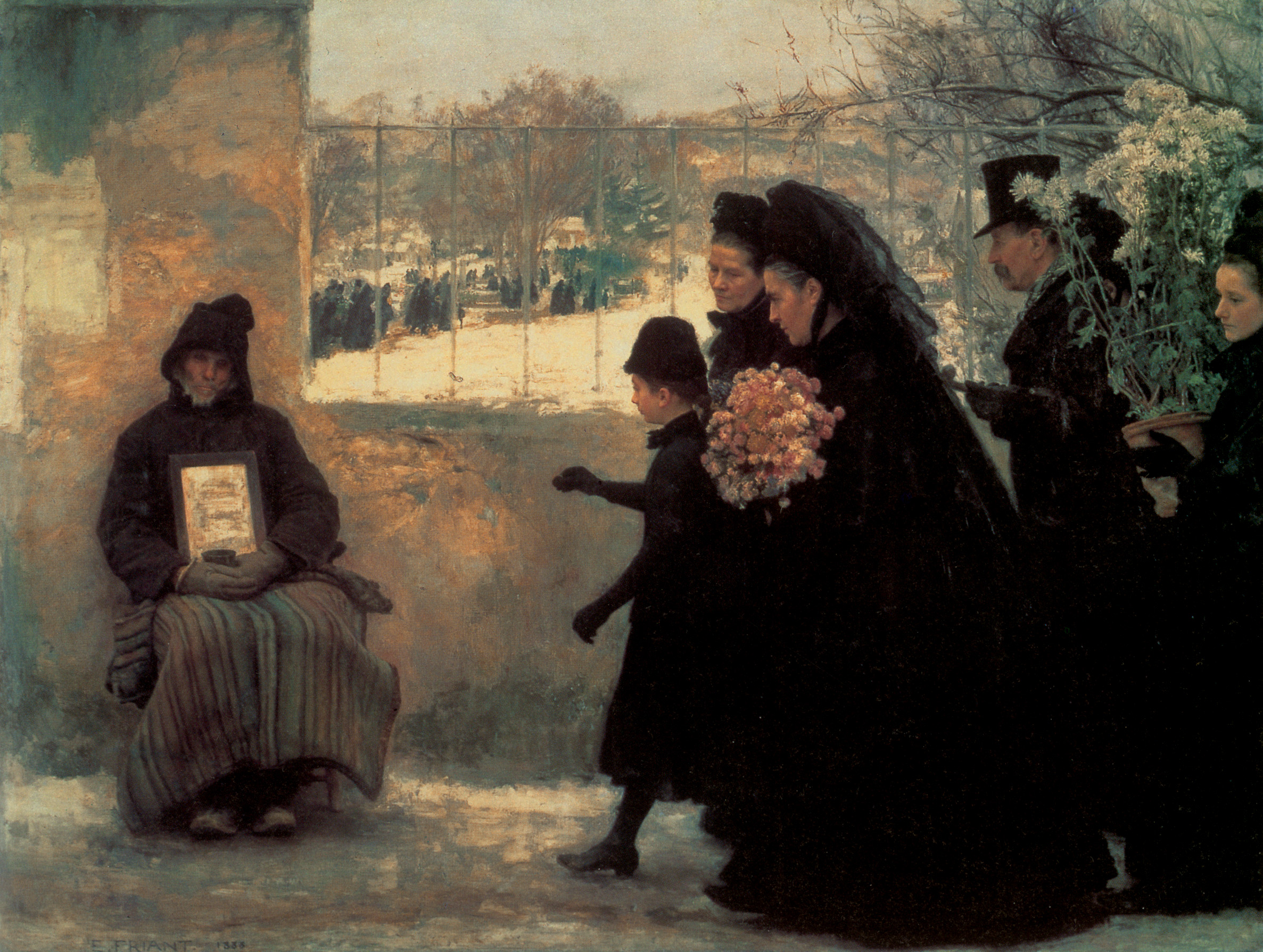
エミール・フリアン (1863年-1932年)
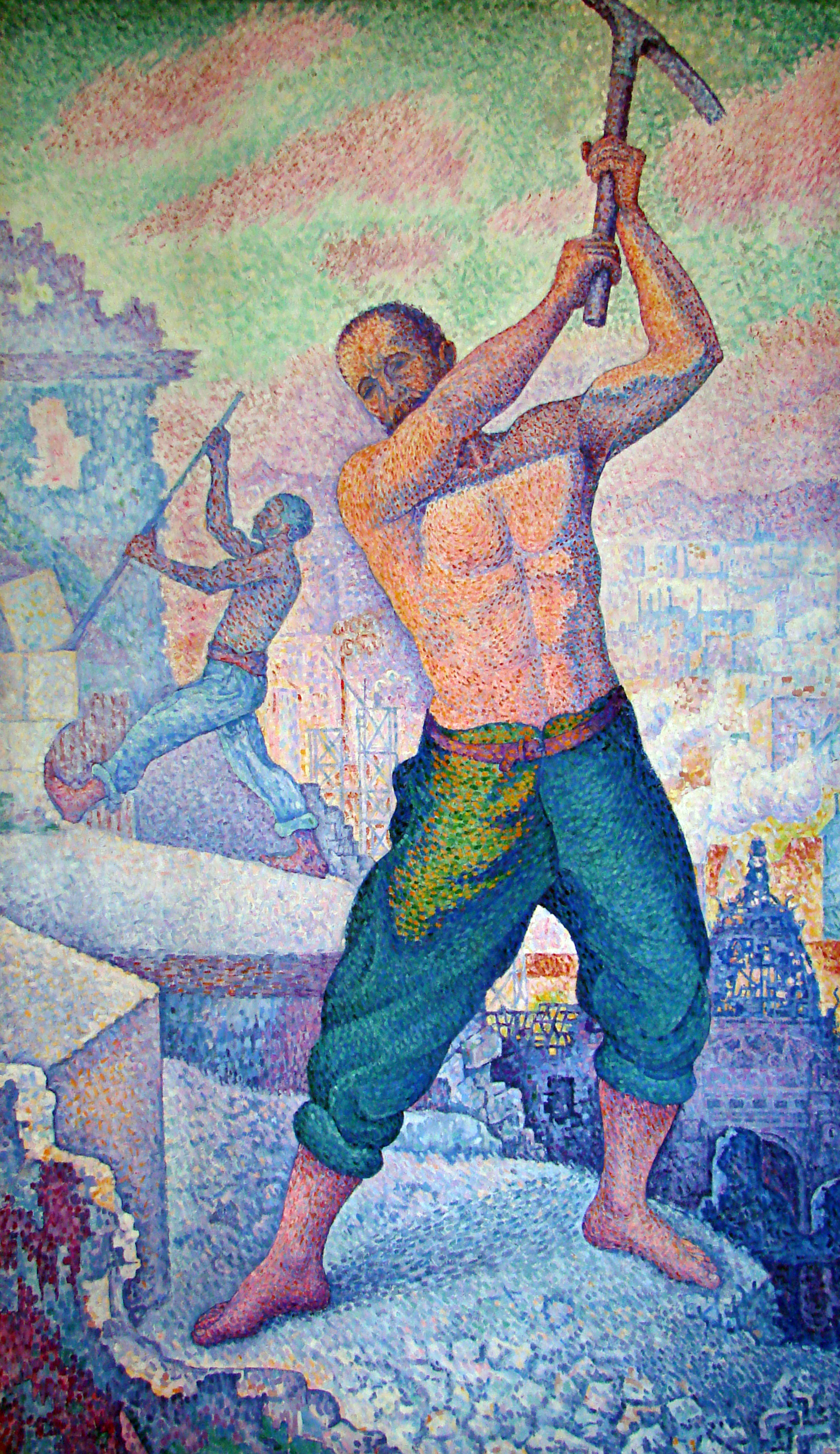
ポール・シニャック (1863年-1935年)
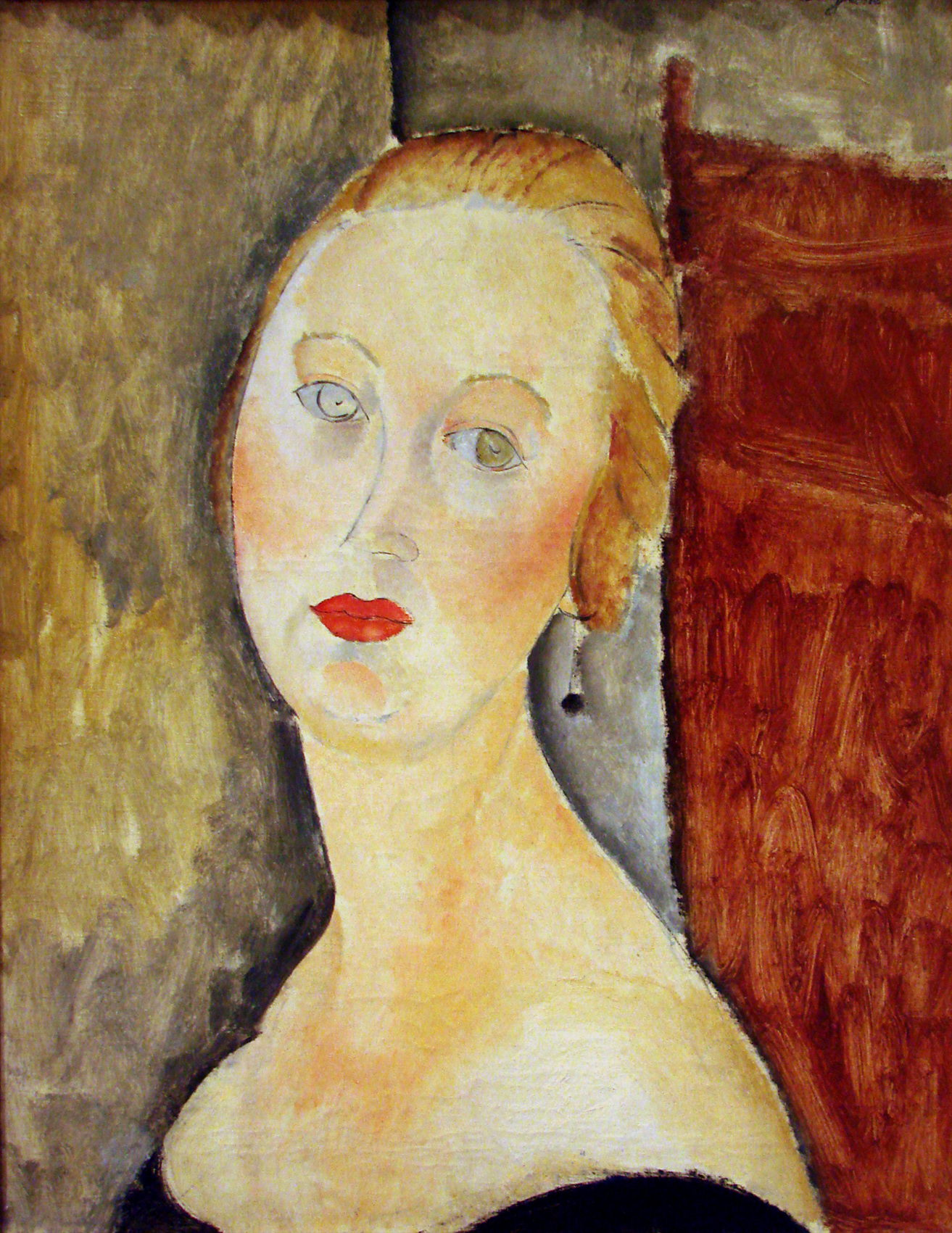
アメデオ・モディリアーニ (1884年-1920年)
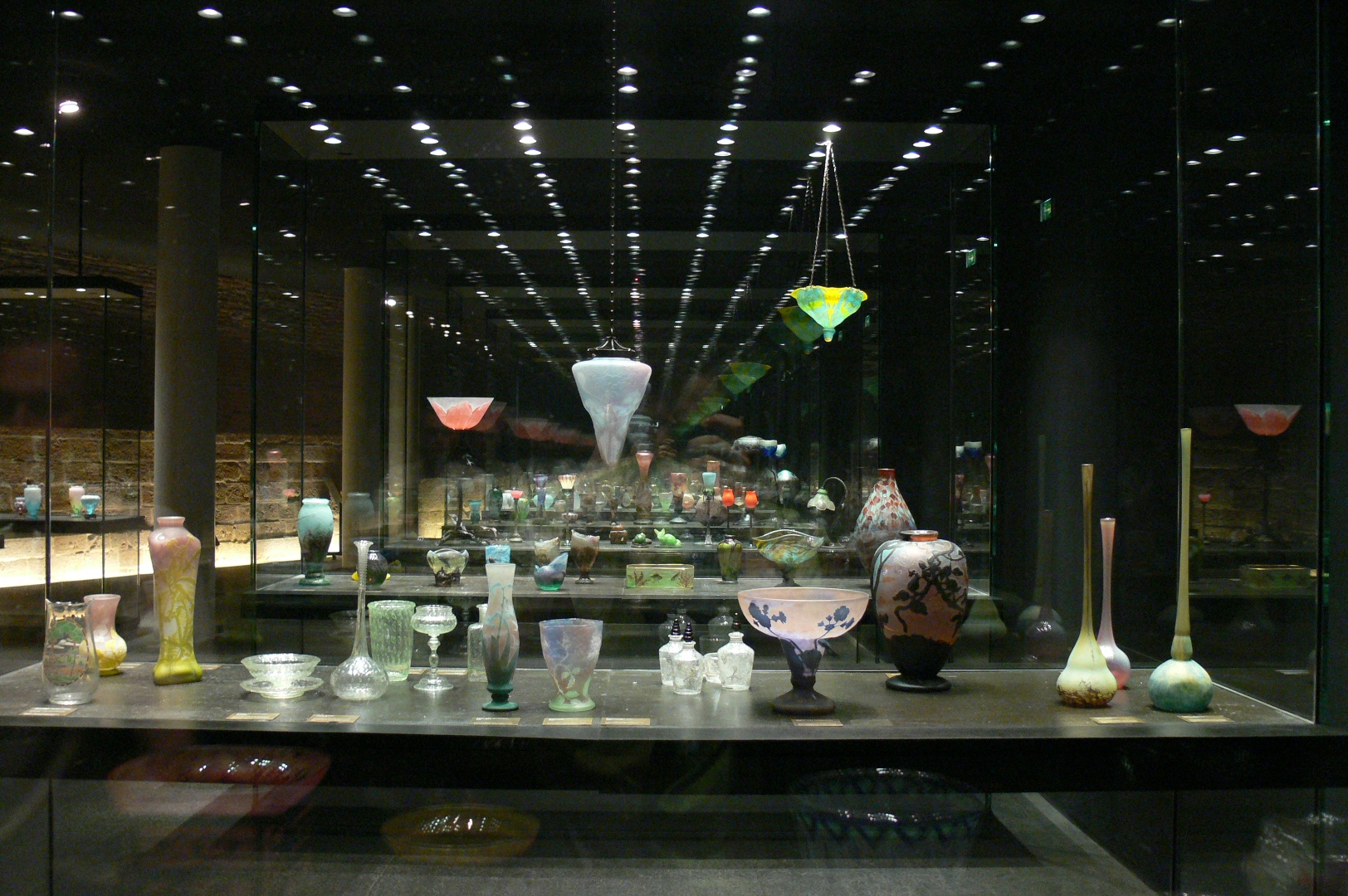
ドーム兄弟